# Crack dot Com
Crack dot Com fue una compañía dedicada a la producción de videojuegos. Fue fundada por el ex programador de id-software Dave Taylor y Jonathan Clark.
La compañía lanzó solo un juego, Abuse, un juego de disparos y plataformas para MS-DOS que vendió más de 80,000 copias en todo el mundo Abuse fue adaptado a una amplia variedad de plataformas, incluyendo Microsoft Windows, MacOS, AIX, SGI Irix, Amiga / AmigaOS y Linux.
Antes del cierre de la compañía en octubre de 1998, la empresa estaba trabajando en Golgotha, un juego híbrido de disparos en primera persona y estrategia en tiempo real. El juego nunca se terminó y Crack dot Com lanzó el código fuente de Gólgotha (y de Abuse) al dominio público. 